# Paralanceola anomala
Paralanceola anomala är en kräftdjursart. Paralanceola anomala ingår i släktet Paralanceola och familjen Lanceolidae. Inga underarter finns listade i Catalogue of Life.